# کینین
کینین یا کوآیناین (به انگلیسی: Quinine)، یک بلور آلکالوئید طبیعی سفید است که ویژگی‌های دارویی تب‌بُر، درمان‌کنندهٔ مالاریا و کاهش‌دهندهٔ درد را دارد.

## تاریخچه
کینین، داروی تب‌بُر سنتی قوم کچوا در پرو بود که از پوست درخت گنه گنه بدست می‌آمد. اروپایی‌ها پس از فهمیدن خواص درمانی آن برای مالاریا، شروع به کِشت و برداشت گستردهٔ آن کردند. در سدهٔ نوزدهم میلیون‌ها پوند از پوست چینچونا به اروپا صادر می‌شد و حکومت‌های پرو و کشورهای همسایهٔ آن، صدور تخم و نهال این درخت را ممنوع کردند تا انحصار آن‌را از دست ندهند. در ۱۸۶۰، یک استرالیایی موفق شد یک پوند بذر چینچونا را به‌طور قاچاق خریداری کرده و به دولت هلند بفروشد؛ در نتیجهٔ آن، در سال ۱۹۳۰ از کشتزارهای هلندی در جاوهٔ اندونزی بیش از ۲۲ میلیون پوند پوست درخت چینچونا تولید می‌شد که ۹۷ درصد کینین جهان از آن بدست می‌آمد. پس از اشغال اندونزی و فیلیپین بدست ژاپنی‌ها در جنگ جهانی دوم، دست متفقین از منابع کینین کوتاه شد. آمریکا پیش از اشغال توانست چهار میلیون بذر چینچونا را به ایالات متحده انتقال دهد و در کشور کاستاریکا پرورش دهد اما رشد آن‌ها طول می‌کشید و مجبور شدند تا کینین مورد نیاز را از بازار سیاه خریداری کنند یا با تولید داروهای شیمیایی چون کلروکینین که در ۱۹۳۷ ساخته شد، نیاز خود را رفع کنند.

## موارد مصرف
در ابتدا فقط در درمان مالاریا به کار می‌رفت. امروزه در برخی بیماری‌های روماتولوژی مانند آرتریت روماتوئید و لوپوس سیستمیک و اسپاسم عضلانی نیز استفاده می‌شود. کینین در درمان مالاریای ناشی از پلاسمودیوم فالسیپارم مقاوم به کلروکین یا در صورتی که ارگانیسم عامل، نامشخص باشد یا آنکه گونه‌های مختلف پلاسمودیوم در بروز بیماری دخالت داشته‌باشند، مصرف می‌شود.

## مکانیسم اثر
کینین علاوه بر تخریب پلاسمودیومها اثرات ضدالتهابی دارد. درگذشته کینین از پوست درخت سین کونا (چینچونا) یا درخت گنه گنه (با نام علمی: chinchona officinalis) به دست می‌آمده‌است. کینین یک آلکالوئید است و به‌نظر می‌رسد در وزیکول‌های اسیدی انگل مالاریا تجمع می‌یابدو با تغییر pH داخل سلولی موجب مرگ تک‌یاخته می‌شود.

## عوارض جانبی
علائم سینکونیسم شامل (وزوز گوش، سردرد، پوست داغ و برافروخته، تهوع)، درد شکم، بثورات جلدی، اختلالات بینایی (از جمله کوری موقت) و اغتشاش شعور با مصرف این دارو گزارش شده‌است.